# Blaise-sous-Arzillières
Blaise-sous-Arzillières è un comune francese di 373 abitanti situato nel dipartimento della Marna nella regione del Grand Est.

## Società

### Evoluzione demografica
Abitanti censiti